# KkStB 194
Die kkStB 194 war eine Schlepptender-Lokomotivereihe der kkStB, deren Lokomotiven ursprünglich von den Österreichischen Lokaleisenbahngesellschaft (ÖLEG) stammten.
Sie hatten dort die Betriebsnummern G 601–604.
Von diesen dreifach gekuppelten Lokomotiven wurden 1882 und 1883 je zwei Stück von Krauss in München geliefert.
Sie hatten Innenrahmen und Außensteuerung.
Bei der kkStB wurden sie bereits 1888 (Verstaatlichung der ÖLEG erst 1894) als 94.01–04 bezeichnet, ab 1905 dann als 194.01–04, wobei die 03 bereits ausgemustert worden war.
Bis 1910 wurden auch die restlichen Maschinen ausgemustert.